# Jarret
Jarret is een gemeente in het Franse departement Hautes-Pyrénées (regio Occitanie) en telt 219 inwoners (1999). De plaats maakt deel uit van het arrondissement Argelès-Gazost.

## Geografie
De oppervlakte van Jarret bedraagt 4,4 km², de bevolkingsdichtheid is 49,8 inwoners per km².

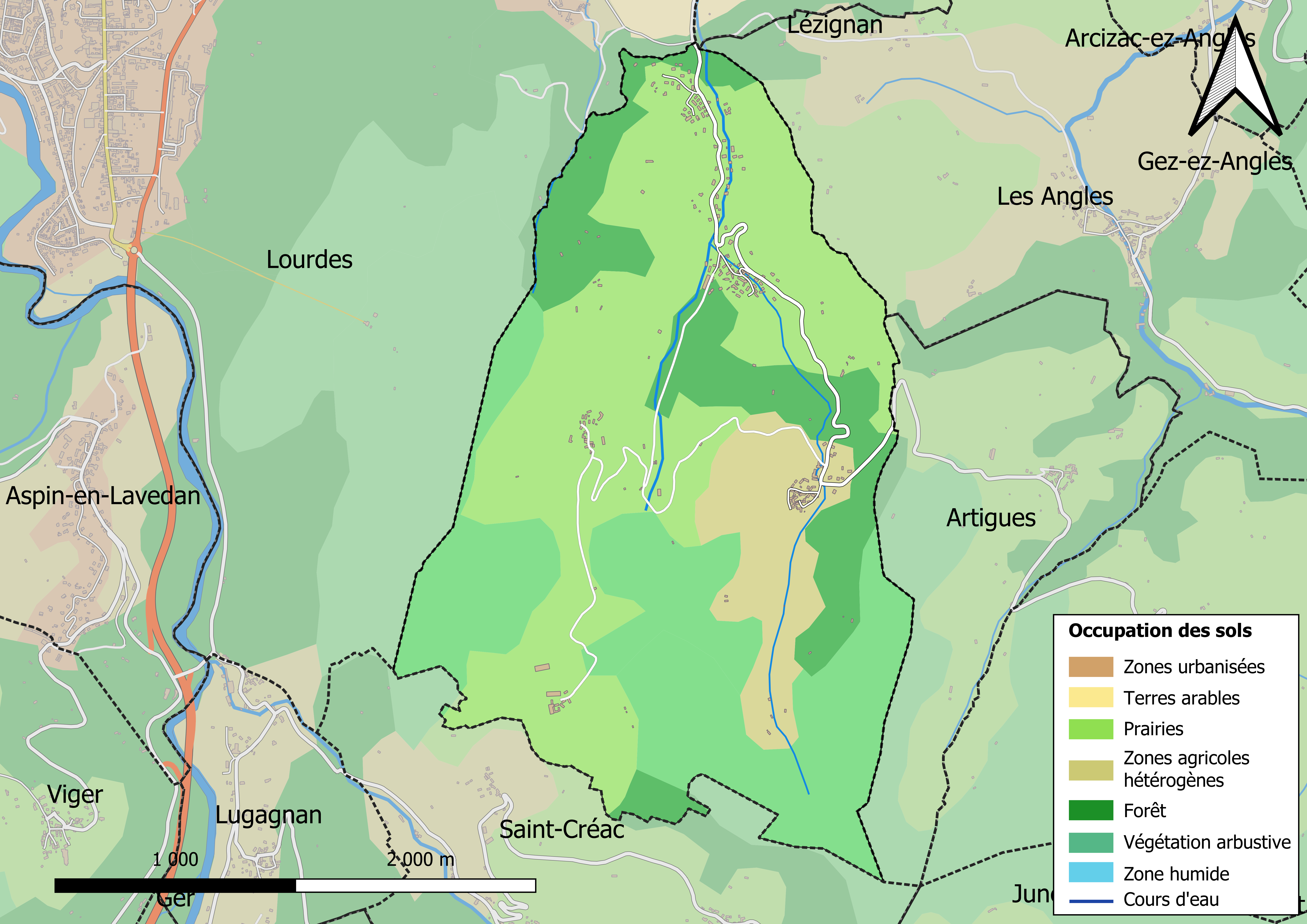
Kaart van de gemeente met belangrijkste infrastructuur, bodemgebruik en omliggende gemeenten

## Demografie
Onderstaande figuur toont het verloop van het inwonertal (bron: INSEE-tellingen).